# Öresvin
Öresvin (Tursiops truncatus) eller flasknosdelfin (av engelska: bottlenose dolphin) är en delfin som förekommer i tropiska och tempererade delar av Atlanten, Stilla havet, Medelhavet och Svarta havet, och är den delfinart som är vanligast i delfinarier och djurparker.

## Utbredning
Öresvinet förekommer i tropiska och tempererade delar av Atlanten, Indiska oceanen, Stilla havet, Medelhavet och Svarta havet. Det lever i närheten av kuster och når där också grunda bukter och laguner. På grund av stigande vattentemperaturer uppträder arten allt mer i ursprungligen kalla havsområden, som till exempel Nordsjön.

## Kännetecken

Storleksjämförelse mellan ett öresvin och en medelstor människa

Öresvinet är grått och har en ljusare buk. Det är mellan 3,4 och 3,9 meter långt och mellan 150 och 200 kg tungt. I sällsynta fall når den 650 kilogram. I nosen finns upp till 80 likformiga tänder. Öresvinet känns lätt igen på grund av den mörka ryggfenan som har formen av en skära. Liksom alla andra delfiner avsöndrar arten varannan timme det yttre hudlagret. På så sätt minskar den vattnets strömningsmotstånd.

## Ekologi
Öresvinet lever i små grupper som simmar tillsammans. I en grupp ingår vanligen två till femton individer. Sällan består gruppen av 100 individer eller till och med 1000 individer. I Atlanten ligger genomsnittet vid fem individer men i Stilla havet och Indiska oceanen ligger det troligen högre. Ofta är gruppstorleken större i det öppna havet än nära kusten. Varje dag simmar de 60 till 100 kilometer och dyker till mellan 4 och 50 meters djup, men de kan dyka mycket längre. Under ett test med en tränad delfin lyckades denna dyka ända ner till 500 meter. En flock består av en gammal hanne och några honor med deras ungar. Hanar som är icke könsmogna bildar egna grupper. Djur i flocken kommunicerar med visslande ljud och olika klick-ljud. Många forskare studerar detta "språk". En del vetenskapsmän menar att "språket" är avancerat medan andra tror att delfinerna endast kan förmedla sin identitet och den aktuella känslan.
Klick-ljudet används för ekolokalisering. Ljudet riktas i en koncentrerad stråle framåt. Öresvinet har två små öronöppningar men den största delen av det återkommande ljudet leds genom munnen till innerörat. På så sätt hittar djuret till exempel byten men även synen är bra.
Öresvinet simmar vanligen med en hastighet av 3 till 6 km/h men den maximala hastigheten ligger vid 30 km/h.
I en studie som offentliggjordes den 6 juni 2005 i tidskriften Proceedings of the National Academy of Science USA berättar forskare vid Zürichs universitet och vid universitetet i New South Wales (Sydney) att de hittade öresvin som använder verktyg. Dessa individer lever i den västaustraliska Shark Bay och bryter svampdjur från havets botten. Svampdjuret sätts som ett slags handske över nosen och skyddar nosen när öresvinet gräver i havets botten efter föda. Av de cirka 3 000 öresvin som lever i nämnda vik är bara 300 så kallade Spongers. Dr. Michael Krützen vid Zürichs universitet utförde därför genetiska undersökningar av 13 individer som använder svampdjur samt av 172 öresvin som inte brukar verktyg. Enligt studien ärver ungdjuret sin förmåga att bruka verktyg direkt från modern. Alla individer som hade förmågan uppvisade ett nära släktskap. Forskarna antar därför att användningen av svampdjur upptäcktes för inte så länge sedan av en enda individ av honkön.

### Föda
Födan består huvudsakligen av små fiskar. Ibland fångar öresvin bläckfiskar och kräftdjur. Delfinens tänder är enbart till för att fånga och hålla fast bytet som sväljs helt. Arten fångar vanligen byten som är 5 till 30 centimeter långa. En vuxen individ äter mellan 4,5 och 13 kilogram föda per dag.

### Fortplantning

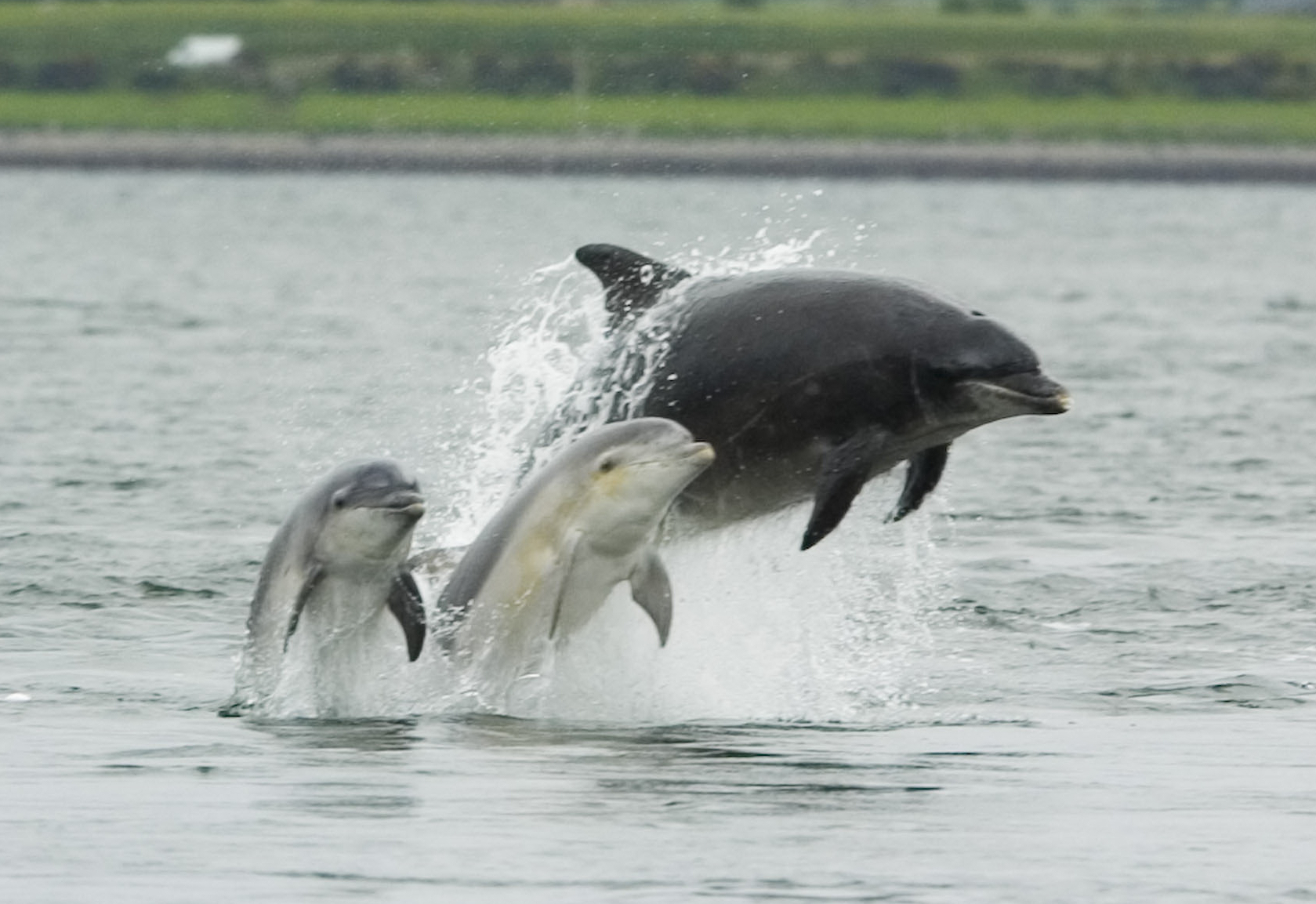
Hoppande hona av öresvin med ungar

Efter en dräktighet på ett år föds en cirka 120 cm lång (0,8 till 1,4 m) och 15 till 30 kg tung unge. Födseln tar upp till två timmar. Ungdjurets stjärtfena kommer normalt först ut, annars riskerar ungen att drunkna vid födelsen. Sedan bogserar mamman ungen till vattenytan så att den får luft. Enligt undersökningar av Jerome Siegel och andra vid University of California i Los Angeles sover honan så gott som aldrig de första två veckorna efter födelsen. Även kalven är hela tiden vaken men ökar trots allt i vikt. Andra medlemmar i flocken skyddar mamman så att hon inte blir ett byte för hajar. Ungarna diar sin mor i 18 till 20 månader och sedan stannar de två år till vid mamman. Tvillingfödslar förekommer, men då mammans mycket näringsrika mjölk (ca 50 % fett) inte räcker till två överlever sällan båda. Öresvinet blir i naturen ungefär 25 år gammalt. Individer i fångenskap kan bli uppåt 50 år gamla. Ungarna har morrhår när de föds, men de tappar dem efter en vecka. Märkena efter hårsäckarna sitter dock kvar hela livet.

## Systematik
Öresvinet bildar tillsammans med arten Tursiops aduncus släktet Tursiops'. Öresvinet delas upp i tre underarter:
- Tursiops truncatus gillii - förekommer i Stilla havet.
- Tursiops truncatus ponticus – förekommer i Svarta havet.
- Tursiops truncatus truncatus - förekommer i Atlanten och Stilla havet.

## Öresvinet och människan

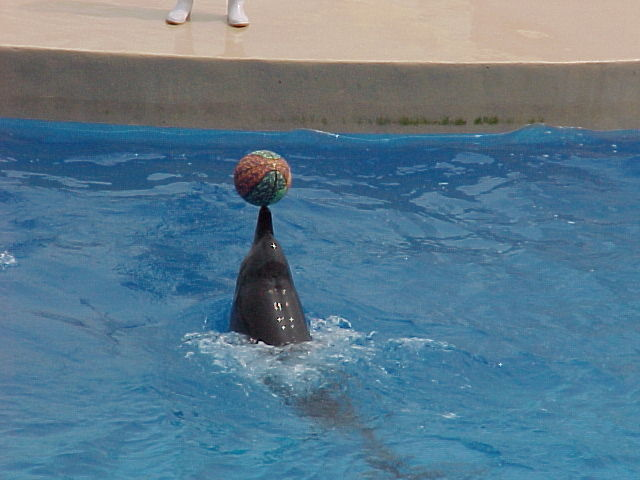
Öresvin i ett delfinarium.

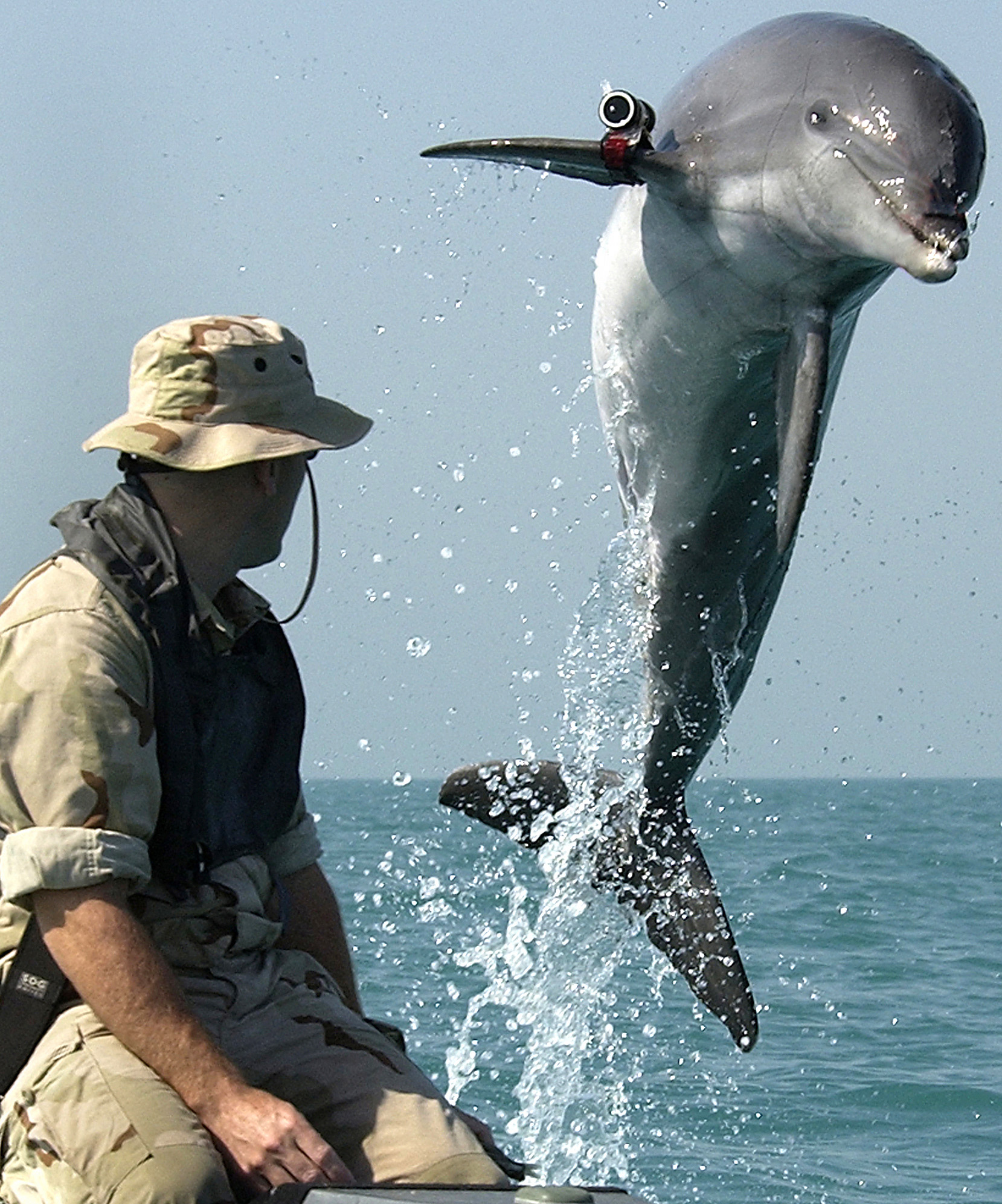
Öresvin som deltar i US Navys däggdjursprogram.

Öresvinet jagades tidigare för sitt kött och tran, men på grund av artens stora utbredningsområde var det aldrig hotat. Idag förekommer jakten på öresvinet i västra Afrika, Sri Lanka, Indonesien och Japan. I Europa och USA slutade man i mitten av 1900-talet med jakten. Många individer dör istället när de fastnar i fiskenät och sedan kvävs.
I Europa är det vanligt med öresvin i delfinarier. Det finns öresvin på till exempel Kolmårdens djurpark utanför Norrköping.